# Cràpules
Cucarachas és una pel·lícula de comèdia espanyola estrenada el 1993 i dirigida per Toni Mora. Fou doblada al català amb el títol Cràpules i distribuïda per televisió a les xarxes locals. Els protagonistes eren José Coronado i Sílvia Munt.

## Argument
Gregorio és un escriptor que s'acaba de separar de la seva xicota Gloria, i no entén perquè s'ha arruïnat econòmicament. Alhora, el seu editor el pressiones perquè acabi d'escriure una novel·la. Un amic seu, Víctor, li deixa el seu apartament per tal que acabi d'escriure el llibre, i quan fa el trasllat en una nit de tormenta coneixerà una dona bonica i avorrida, Julieta, de la que s'enamora. Ambdós decideixen mantenir-ho en secret fins que la seva exdona fa amistat amb la seva amant.

## Repartiment
- José Coronado - Gregorio
- Mercè Lleixà - Glòria
- Sílvia Munt - Julieta
- Pepe Rubianes - Víctor
- Mercè Arànega
- Julieta Serrano

## Premis
Medalles del Cercle d'Escriptors Cinematogràfics de 1993
| Categoria       | Candidat  | Resultat   |
| --------------- | --------- | ---------- |
| Premi Revelació | Toni Mora | Guanyadora |